# 稲本早苗
稲本 早苗（いなもと さなえ、1900年（明治33年）5月28日 ‐ 1977年（昭和52年）1月21日） は、昭和期の醸造家、実業家、政治家。衆議院議員、愛媛県越智郡岩城村長。

## 経歴
愛媛県越智郡岩城村（現上島町）で、酒造業・稲本幸次郎の長男として生まれた。1922年（大正11年）早稲田大学専門部商科を卒業した。
1929年（昭和4年）岩城村長に就任し1946年（昭和21年）3月まで在任。この間、産業組合の改組、産業振興、道路整備、河川改修、診療所設置などに尽力した。1937年（昭和12年）9月、愛媛県会議員補欠選挙に当選し、
1939年（昭和14年）9月に再選され1946年4月まで在任し、同参事会員も務めた。
その他、愛媛県水産業会理事、同漁業協同組合連合会理事、同信用購買販売組合連合会監事、同地方森林会議員、同石材採掘統制組合理事長、同酒類販売常務取締役、越智地方事務所参与なども務めた。
1946年4月の第22回衆議院議員総選挙に愛媛県全県区から日本進歩党公認で出馬して当選し、その後、民主党に所属して衆議院議員に1期在任した。この間、日本進歩党代議士会副会長などを務めた。その後、公職追放となった。
1954年（昭和29年）今治市長選挙に推されて立候補したが落選。その後は悠々自適の生活を送り、1977年1月に死去し、岩城村葬が執り行われた。